# Vettori (famiglia)
Vettori è una nobile famiglia di Firenze, anticamente derivata dalla famiglia Capponi. Vittorio, vissuto tra il XII e il XIII secolo, ne fu il capostipite.
Fu ammessa alle magistrature fiorentine dal 1320, dando fino al 1531 cinque gonfalonieri e 43 priori.

## Componenti illustri
- Neri Vettori (XII secolo), magistrato dei priori delle arti
- Giannozzo Vettori (XV secolo), fu capostipite del primo ramo della famiglia, estinto nel 1835
- Andrea Vettori (?-1408), confaloniere della Repubblica fiorentina e podestà di diverse città. Fu capostipite del secondo ramo della famiglia
- Giovanni Vettori (XV secolo), podestà di diverse città
- Francesco Vettori (1474-1539), ambasciatore
- Piero Vettori (1499-1585), umanista
- Alessandro Vettori (1586-1661), ministro del granduca di Toscana Ferdinando II de' Medici
- Vincenzo Baldassarre (1745-1820), generale